# USA LOVE MIRAGE アメリカ音楽地図
『USA LOVE MIRAGE アメリカ音楽地図』（ユーエスエイ・ラブ・ミラージュ アメリカおんがくちず）は、1980年4月から放送されていたFM東京（現・TOKYO FM）のラジオ番組。

## 概要
前身番組は「MIRAGE LOVE USA」。
当時土曜日の朝9：00-9：55（一部のAM局では朝10:00-10:55）に編成。アメリカン・ポップスを主に流し、それに合わせアメリカ合衆国の情報を届けるという内容であった。初期のパーソナリティーはダニー石尾。タイトルの由来は当時三菱で発売されていた乗用車・ミラージュ（MIRAGE）に因み、アメリカをミラージュで旅しながらビッグアーティストに直接インタビュー。ミュージシャンでもある石尾はインタビューしながらビッグアーティストたちとセッション演奏するなど他に類をみない斬新なアイデアで番組を進めた。日系アメリカ人を父に持つ石尾はその語学力とテンポの良い切り口のトークで当時のラジオ界に旋風を起こした。当時JFN系列局が少なかったこともあり、一部の地域では民放AMラジオ局が番組販売で放送した。
中期のパーソナリティは山本さゆり、後期のパーソナリティは佐竹南風。提供は三菱自動車工業、協力はアメリカ総務省観光局と日本航空。
後継番組は同じく三菱自動車工業の提供による『MIRAGE SUPER TOP WAVE』（パーソナリティは野中英樹）。こちらも当番組と同様に当時JFN系列のFM局が開局していなかった地域の民放AMラジオ局で放送された。

## 番組ネット局
- FM東京（キー局）
- 札幌テレビ放送（現・STVラジオ）→FM北海道（現・AIR-G）
- 青森放送
- FM仙台（現・DateFM）
- FM秋田
- 山形放送
- FMとやま
- FM福井
- 信越放送
- FM静岡（現・K-MIX）
- FM愛知（現・FM AICHI）
- FM大阪
- 山陽放送（現・RSK山陽放送）
- 広島FM
- FM愛媛
- 高知放送
- FM福岡
- FM長崎
- FM宮崎
- 南日本放送
- 極東放送→FM沖縄